# Villaz
Villaz é uma comuna francesa na região administrativa de Auvérnia-Ródano-Alpes, no departamento da Alta Saboia. Estende-se por uma área de 15.27 km². Em 2010 a comuna tinha 3 513 habitantes (densidade: 230,1 hab./km²).